# Mariana Valente
Mariana Valente é uma pesquisadora e advogada brasileira, diretora do InternetLab e professora do Insper, onde dá aulas na graduação e na pós-graduação. Entre seus principais campos de pesquisa estão as políticas voltadas para a internet, mercado cultural e acesso ao conhecimento, gênero e igualdade em intersecção com a tecnologia. Entre 2019 e 2021, coordenou o capítulo brasileiro do Creative Commons.
Formou-se da graduação ao doutorado na Faculdade de Direito da USP. Também foi professora da Fundação Getúlio Vargas e coordenadora legal do Museu de Arte Moderna de São Paulo. Foi professora visitante na Universidade de Berkeley, bolsista da Universidade de Munique e pesquisadora na Universidade Yale.
Valente também é pesquisadora vinculada ao Centro Brasileiro de Análise e Planejamento (CEBRAP) e autora de diversas obras sobre direitos humanos, educação, conhecimento e outros tópicos relacionados aos seus principais campos de pesquisa. Entre suas principais obras publicadas estão Memórias digitais (2017), O corpo é o código (2016) e Da rádio ao streaming (2016). 